# Gehlenbecker Berg
Die Gehlenbecker Berg  ist ein 275 m ü. NHN hoher Berg im Wiehengebirge.

## Lage
Der Berg liegt auf dem Gebiet der ostwestfälischen Stadt Lübbecke, nahe der Grenze zur Gemeinde Hüllhorst im Kreis Minden-Lübbecke. Den Namen hat der Berg durch die Ortschaft Gehlenbeck, einen Stadtteil von Lübbecke, deren Zentrum rund 1,5 Kilometer nordwestlich des Berggipfels liegt.
Der Gehlenbecker Berg liegt an der nördlichsten Ausbuchtung des östlichen Wiehengebirges und ist somit der nördlichste Berg auf dem Hauptkamm dieses Teiles dieses Höhenzuges. Rund 1 Kilometer südlich des Gipfels liegt das Dorf Ahlsen. 
Die kürzeste Entfernung zwischen der nördlichen und südlichen Waldgrenze des Wiehengebirges in diesem Bereich beträgt nur 650 Meter, da sowohl im Norden als auch von der Ravensberger Mulde her Kulturland ungewöhnlich hoch ins Gebirge hineinragt: In Gehlenbeck reicht Grünland bis auf 145 Meter ü. NN, im Süden Ackerflächen sogar bis auf 230 Meter ü. NN.Der Gipfelbereich weist einen großen Eichenbestand auf.

## Tourismus
Über den Berg verlaufen der Wittekindsweg und der E11. Südlich verläuft am Waldrand der Mühlensteig. Am nördlichen Bergfuß verläuft der Arminiusweg.

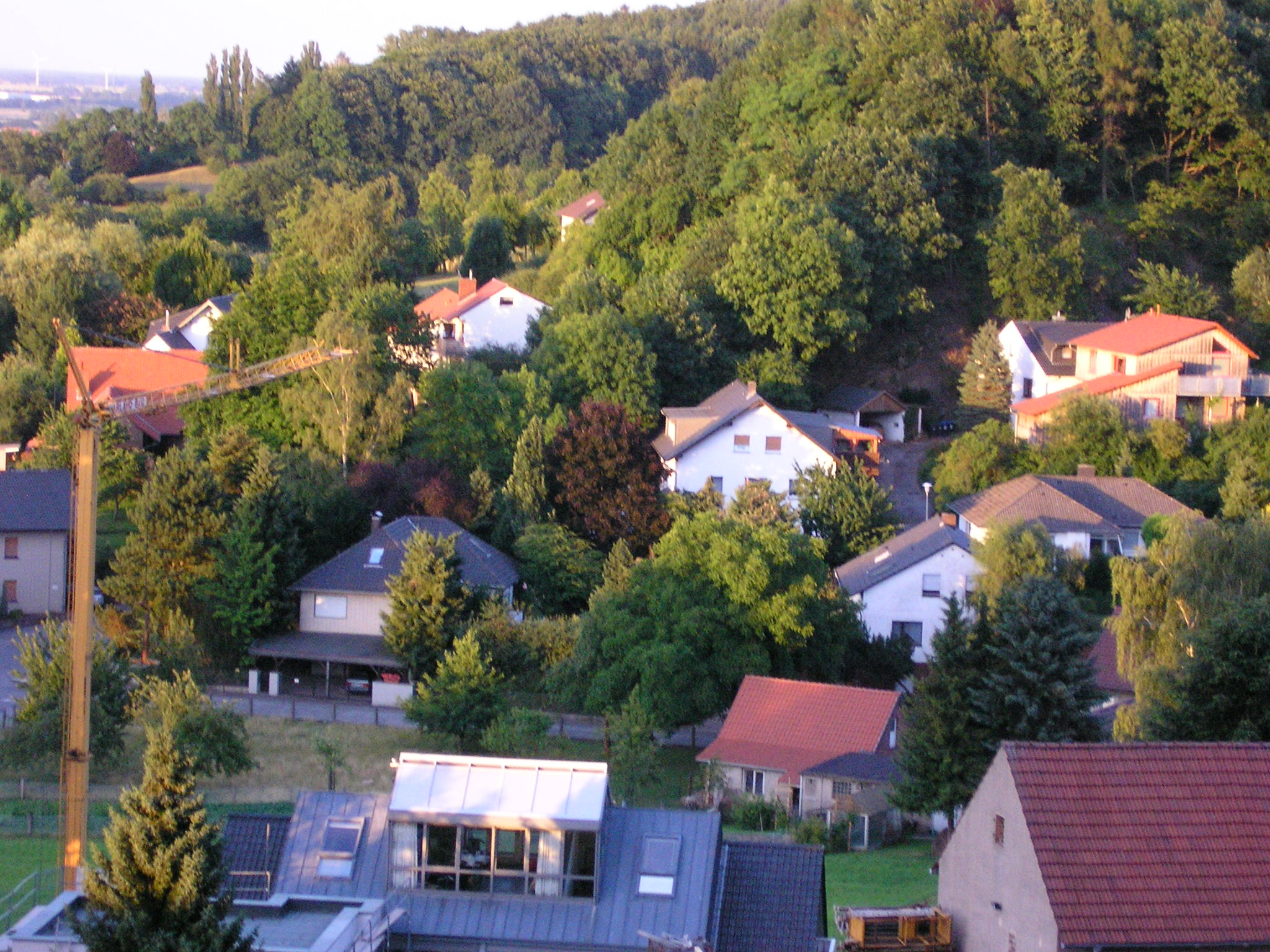
Im Bereich des Berges, hier Gehlenbeck, reicht Kulturland besonders weit ins Gebirge hinein.
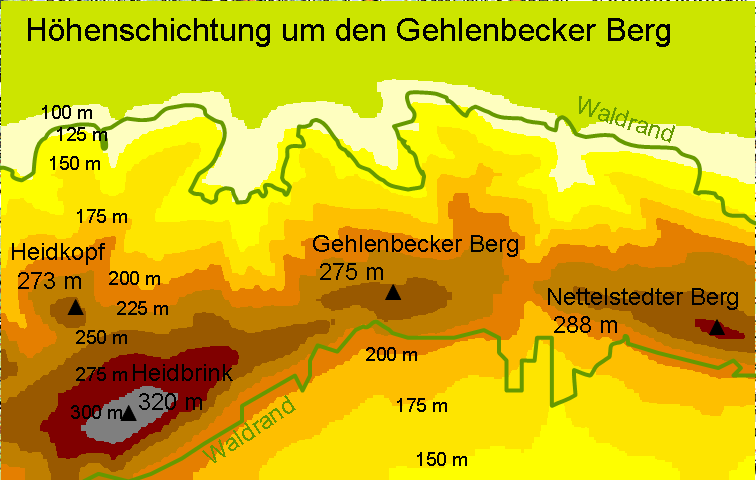
Die Karte zeigt die Höhenschichtung um den Berg.